# Saint-Aquilin-de-Pacy

Saint-Aquilin-de-Pacy este o comună în departamentul Eure, Franța. În 1 ianuarie 2018 avea o populație de 505 de locuitori.